# Botpalád, Szabolcs-Szatmár-Bereg
Botpalád  este un sat în districtul Fehérgyarmat, județul Szabolcs-Szatmár-Bereg, Ungaria, având o populație de 652 de locuitori (2011). 

## Demografie
Componența etnică a satului Botpalád
     Maghiari (82,32%)
     Romi (15,22%)
     Ucraineni (2,46%)
Componența confesională a satului Botpalád
     Reformați (75,61%)
     Romano-catolici (2,91%)
     Greco-catolici (1,07%)
     Necunoscută (19,94%)
     Ortodocși (0,46%)
     Alte religii (3,37%)
Conform recensământului din 2011, satul Botpalád avea 652 de locuitori. Din punct de vedere etnic, majoritatea locuitorilor (82,32%) erau maghiari, existând și minorități de romi (15,22%) și ucraineni (2,46%).  Din punct de vedere confesional, majoritatea locuitorilor (75,61%) erau reformați, existând și minorități de romano-catolici (2,91%) și greco-catolici (1,07%). Pentru 19,94% din locuitori nu este cunoscută apartenența confesională.